# Leonie Maier
Leonie Rebekka Maier (Stuttgart, 29 de setembro de 1992), mais conhecida como Leonie Maier, é uma futebolista profissional alemã que atua como zagueira pelo VfB Stuttgart na Regionalliga Süd alemã e, anteriormente, pela seleção alemã.[carece de fontes?]

## Carreira

### VfL Sindelfingen (2008–2010)
Maier começou sua carreira profissional no VfL Sindelfingen na segunda divisão da Frauen-Bundesliga. Ela passou duas temporadas no Sindelfingen. Durante sua segunda temporada no Sindelfingen, ela marcou 9 gols em 31 jogos pelo clube.[carece de fontes?]

### SC 07 Bad Neuenahr (2010–2013)
Maier então se mudou para o SC 07 Bad Neuenahr, que jogou na primeira divisão da Frauen-Bundesliga. Ela ficou no clube por três temporadas, jogando 65 jogos da temporada regular e marcando dois gols. Após a morte do presidente do clube, o SC 07 Bad Neueahr entrou com pedido de insolvência, forçando Maier a se mudar.[carece de fontes?]

### Bayern München (2013–2019)
Maier assinou com o FC Bayern München. Desde que entrou para o clube, ela ganhou a Frauen-Bundesliga duas vezes, em 2014–15 e 2015–16. Até o final da temporada 2018–19, ela apareceu em 92 jogos da primeira equipe na temporada regular, marcando quatro vezes.[carece de fontes?]

### Arsenal (2019–2021)
Maier assinou com o Arsenal FC em 31 de maio de 2019. Ela fez 25 aparições em duas temporadas.[carece de fontes?]

### Everton (2021–2023)
Maier assinou com o Everton em julho de 2021, com um contrato de dois anos até o final de junho de 2023.
Ela marcou seu primeiro gol pelo Everton em sua estreia em uma vitória por 3–1 contra o Birmingham City.

### TSG Hoffenheim (2023–2024)
Maier retornou à Alemanha no verão de 2023 e se juntou ao TSG Hoffenheim. Em abril de 2024, ela anunciou sua aposentadoria após a temporada 2023–24.

### VfB Stuttgart (2024–)
Maier originalmente iria se aposentar no verão de 2024, mas decidiu prolongar sua carreira em sua cidade natal, Stuttgart. Em 20 de agosto de 2024, ela se juntou ao VfB Stuttgart em um contrato de um ano.

## Carreira internacional
Maier marcou seu primeiro gol internacional em uma partida amistosa contra o Canadá em 19 de julho de 2013. Ela marcou no minuto 53, o que resultou em uma vitória de 1–0 para a Alemanha.
Ela foi selecionada para as equipes da Copa do Mundo Feminina da FIFA de 2015, onde a Alemanha terminou em quarto lugar, das Olimpíadas de Verão de 2016, onde a Alemanha ganhou a medalha de ouro, do Campeonato Feminino da UEFA de 2017 e da Copa do Mundo Feminina da FIFA de 2019.
Ela anunciou sua aposentadoria internacional em fevereiro de 2023.